# NBA New Basket A-Zena
La NBA New Basket A-Zena è una squadra di pallacanestro femminile della città di Genova che ha militato in Serie A2, la seconda divisione del campionato di pallacanestro femminile italiano, dalla stagione 2013/2014 alla stagione 2014/2015.

## Storia
Fondata da Carlo Besana, che avrebbe assunto il ruolo di presidente, Laura Cabona e Bruno Pretin il 19 giugno 2007 come NBA New Basket Albissole sulla spiaggia ligure di Albisola con l'intenzione di disputare una tranquilla Serie B Regionale invece si ritrova immediatamente catapultata in Serie B d'Eccellenza, la terza divisione del campionato di pallacanestro femminile italiano.
Dopo aver conseguito due salvezze consecutive al primo turno dei play-out, il presidente Carlo Besana trasferisce sede ed attività a Genova alla vigilia della stagione 2009/2010 nella speranza, anche, di attirare l'attenzione di altri sponsor da affiancare a quello storico, la Wideurope Engineering Italy dell'ingegner Fugazzi che segue la società fin dalla sua nascita; la società cambia nome e diventa NBA New Basket A-Zena al termine di un sondaggio/concorso apparso sul quotidiano Il Secolo XIX in cui si chiedeva di trovare un nuovo nome che coniugasse il vecchio acronimo NBA al trasferimento nel capoluogo ligure (Zena è, appunto, la versione in dialetto genovese della parola Genova), nasce così la NBA-Zena.
La stagione è un successo con la storica qualificazione alla poule promozione pur concludendo la seconda parte del campionato, complice anche l'infortunio della top scorer Sonia Savi, con zero vittorie e fallendo l'accesso ai play-off.

La seconda stagione disputata a Genova è più avara di soddisfazioni, caratterizzata dai molti infortuni gravi occorsi a giocatrici chiave della formazione rosanero, ma nonostante il conto presentato dalla sfortuna, arriva la salvezza dopo gli spareggi retrocessione contro Santa Maria di Sala e Libertas Forlì.
L'annata 2011/2012 è caratterizzata dal cambio di timoniere in corso di stagione infatti, il 17 gennaio 2012, coach Claudio Vignati viene esonerato con un record di 3 vittorie ed 8 sconfitte ed al suo posto viene assunto coach Giovanni Pansolin. Il cambio di allenatore porta un miglioramento nel gioco ed anche importanti vittorie; l'infortunio grave occorso a Giovanna Canepa (rottura legamento crociato) toglie alla squadra la giocatrice più concreta, e da lì si arresta il periodo positivo. la NBA-Zena, al termine della fase ad orologio, è costretta allo spareggio retrocessione contro la Polisportiva Brabasket che si conclude con la salvezza delle piemontesi al termine di una gara-3 drammatica siglata dal canestro vincente sulla sirena di Martina Talmacco.
Complice la nascita della nuova Serie A3, che nelle idee della FIP sarebbe andata a sostituirsi alla Serie B Nazionale (ultima denominazione della precedente Serie B d'Eccellenza), e la rinuncia di numerose società a causa della crisi economica nazionale e delle complicate ma ferree regole inerenti alle giocatrici juniores che le squadre avrebbero dovuto schierare nella neonata categoria, la NBA New Basket A-Zena presenta domanda di ripescaggio che viene accolta permettendole di disputare il campionato 2012/2013 di Serie A3.

Agli ordini del confermato coach Giovanni Pansolin la NBA-Zena, che disputa il campionato sotto il nome di Wideurope NBA-Zena Genova, dopo un girone di andata un po' stentato inanella 9 vittorie, di cui 7 consecutive suo primato societario, su 11 incontri nel girone di ritorno e si qualifica per i play-off chiudendo la stagione regolare con un sorprendente terzo posto. Il cammino nei play-off è trionfale, lo Stars Novara viene superato in due sole partite, la Libertas Moncalieri si arrende solo dopo gara-3 ma la cavalcata delle rosanero si infrange in due soli match contro la Pallacanestro Torino davanti ad un PalaDonBosco gremito come non lo si vedeva da parecchie stagioni.

Grazie alla rinuncia, anche questa volta per motivi economici, di numerose società a partecipare al campionato di Serie A2 2013/2014, la NBA New Basket A-Zena viene ripescata e si iscrive alla Serie A2 per la prima volta nella stagione 2013/2014, prima squadra genovese di sempre a disputare la seconda categoria del campionato nazionale di pallacanestro femminile italiano.
Nel gennaio 2014 arriva il secondo cambio di allenatore: Vittorio Vaccaro prende il posto di Giovanni Pansolin, esonerato improvvisamente con la squadra al secondo posto nella classifica della Conference Nord Ovest di Serie A2 con 8 vittorie e 2 sconfitte. Undici mesi dopo la storia si ripete e il coach di Chiavari viene fatto dimettere dopo un ruolino di marcia di 7 vittorie e 2 sole sconfitte: la squadra passa a coach Andrea Grandi.
Dopo la vittoria all'esordio in trasferta contro l'Astro Cagliari, e la successiva sconfitta casalinga contro il Paddy Power Sesto S.Giovanni, la poule promozione della squadra ora affidata a coach Vaccaro ricalca a grandi linee quanto fatto nella fase precedente, con sette vittorie consecutive e con l'unica sconfitta all'ultima giornata, in casa contro la Calligaris Trieste, dopo un tempo supplementare.
La formula dei play-off fa sì che in semifinale siano proprio le triestine ad affrontare l'NBA-Zena che, sconfitta in casa in gara-1, non riesce ad allungare la Serie in gara-2, finendo sconfitta in due sole partite. Le triestine volano in finale e incontrano la Pallacanestro Torino che, dopo aver sorprendentemente eliminato in due sole gare il Paddy Power Sesto S.Giovanni, non riesce a fermare la loro marcia. La Calligaris Trieste torna così, dopo molti anni, in Serie A1.
Per l'NBA-Zena, pur con il rammarico determinato dalle 3 sconfitte consecutive con le quali si è chiusa la stagione, la soddisfazione sia per un campionato al di sopra delle aspettative sia per la convocazione in Nazionale di Martina Bestagno, prima ligure ad essere convocata in Nazionale maggiore militando in una squadra ligure.
La seconda stagione consecutiva in Serie A2 vede l'NBA-Zena in campo con il marchio aLmore, divisione etica dello sponsor Almo Nature.
La squadra è molto rinnovata e, soprattutto, presenta una novità assoluta per il basket femminile sotto la Lanterna, la prima giocatrice straniera (la croata Ana Božić).
Nel periodo precampionato Alessandra Visconti vince il bronzo ai mondiali universitari di 3vs3 in Brasile; la stessa Visconti e Diene vengono convocate ad un raduno della nazionale sperimentale e tutto sembra girare per il verso giusto alle rosanero: nonostante i disagi determinati dalle alluvioni (gare rinviate, allenamenti ridotti), la squadra inizia il campionato con il piglio giusto, issandosi in cima alla classifica grazie anche a vittorie di assoluto prestigio, come quella conseguita il 25 ottobre a Genova contro il blasonatissimo Geas di Sesto S.Giovanni.
Le difficoltà arrivano all'improvviso, all'inizio di Dicembre: qualche partita "sottotono", un paio di sconfitte di troppo ed arrivano le dimissioni di coach Vaccaro.
La squadra viene affidata ad Andrea Grandi ma la fortuna non lo assiste: al termine di una partita a lungo condotta contro Torino (squadra poi salita in A1), Visconti subisce un serio infortunio alla spalla destra. Sarà compromessa non solo la partita ma anche la stagione, alla vigilia della poule promozione.
Visconti non rientrerà più in campo, Grandi, in assenza di una sua sostituta all'altezza, sarà costretto a schierare quintetti con giocatrici in ruoli "improvvisati" e la poule promozione, nonostante due buone prove contro Torino, la vittoria a Vicenza ed una gagliarda partita a Castel S.Pietro, si chiuderà con una sola vittoria all'attivo.
La chiusura della poule promozione rappresenterà anche la chiusura (si spera temporanea) dell'avventura dell'NBA-Zena nei campionati nazionali.
La mancanza di sponsor costringe la società a rinunciare alla Serie A2 cui avrebbe avuto diritto; il cambiamento è profondo anche a livello societario: l'intero Consiglio Direttivo (Besana, Fugazzi e Cabona) si dimette e subentrano Margiotta (Presidente), Signori (Vice Presidente) e Grandi (dirigente responsabile).
La mancanza di sponsor costringe la società a rinunciare alla Serie A2 cui avrebbe avuto diritto; il cambiamento è profondo anche a livello societario: l’intero Consiglio Direttivo (Besana, Fugazzi e Cabona) si dimette e subentrano Margiotta (Presidente), Signori (Vice Presidente) e Grandi (Dirigente Responsabile).
Viene ulteriormente rafforzata la collaborazione con altre società cittadine, già avviato negli anni precedenti, e l’NBA-Zena si presenta alla stagione 2015/2016 con una dimensione esclusivamente giovanile, composta però da una settantina di giocatrici distribuite tra Under14, Under16 (due formazioni) ed Under18.
Non farà parte del gruppo una delle giocatrici più promettenti, Francesca Facchini, “volata” negli USA alla St.Paul High School di Santa Fe Springs, California. Un’esperienza che le consentirà di vivere l’emozione dell’agognato titolo della California del Sud conquistato dalla sua scuola proprio con una sua tripla allo scadere dell’incontro di finale (e la riconferma per la stagione 2016/2017).
L’attività 2015/2016 dell’NBAZena, benché intensa, si conclude senza acuti particolari, e la difficoltà di gestione di un’attività “a più voci” comporta un ulteriore adeguamento.
La stagione 2016/2017 vede così il rafforzamento del rapporto con la società PGS Auxilium, che diventa Società Satellite dell’NBA-Zena.
Il reperimento di nuove risorse economiche consente il ritorno dell’NBA-Zena in un campionato senior, fondamentale per garantire continuità di prospettive al settore giovanile che proprio grazie alla collaborazione con il PGS Auxilium consentirà alla società di essere presente (con il marchio Auxilium) nei campionati Under18 (due squadre), Under16 ed Under13.
Con l’auspicio che possa essere un tassello importante per un percorso che mira a riconquistare, se possibile, il livello nazionale attraverso la “costruzione in casa” delle protagoniste.

## Colori e simbolo

il logo societario dopo il trasferimento a Genova

I colori della divisa della NBA New Basket A-Zena sono il rosa ed il nero. 
Il simbolo della NBA-Zena è un logo trapezoidale composto dalla sigla NBA con un sole, il cui nucleo è formato da un pallone da basket, all'interno della A; sotto alla sigla NBA si trova la scritta NEW BASKET ZENA.

## Palazzetto
La NBA New Basket A-Zena gioca le partite casalinghe al PalaDonBosco di Genova.

## Statistiche

### Di squadra
- Stagioni: 7
- Partite disputate: 160
- Partite vinte: 64
- Partite perse: 96
- Percentuale di vittorie: 40

Playoff

- Edizioni playoff: 2
- Partite disputate: 9
- Partite vinte: 4
- Partite perse: 5
- Percentuale di vittorie: 44,4

- Vittorie in stagione regolare: 16 (2013/2014)
- Vittorie consecutive: 7 (2012/2013 e 2013/2014)
- Massimo punteggio realizzato: 100 contro Quartu Sant'Elena (29/03/2009)

## Presidenti e allenatori
- 2007-2015 Carlo Besana
- 2015-presente Marco Margiotta

- 2007-2012 Claudio Vignati
- 2012-2014 Giovanni Pansolin
- 2014-2014 Vittorio Vaccaro
- 2014-2015 Andrea Grandi

## Palmarès

### Competizioni giovanili
- Titolo Regionale
  - Under15 (2011/2012)
  - 3vs3 Under14 (2010/2011)